# American Institute of Architects

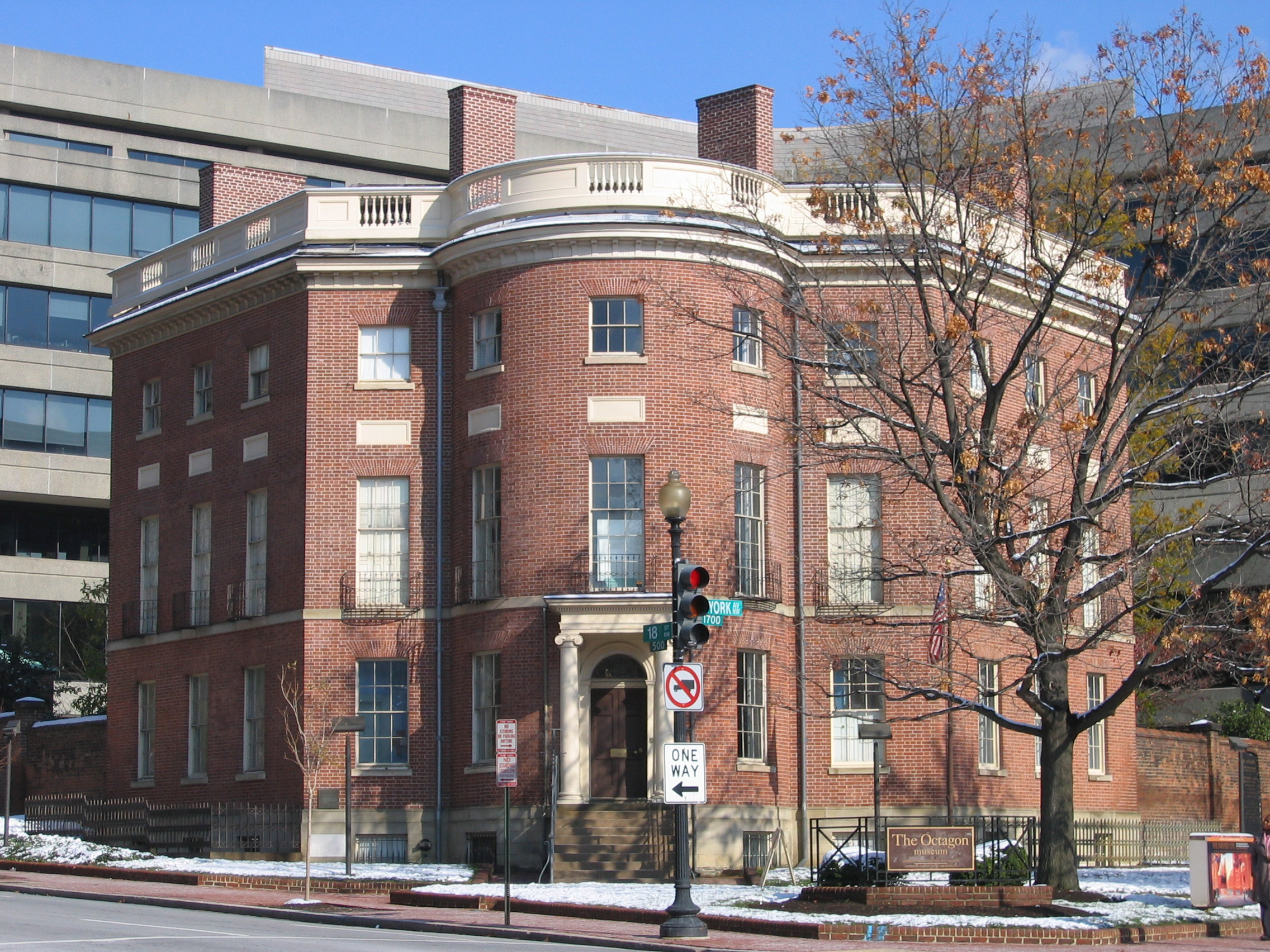
Sede dell'American Institute of Architects a Washington

L'American Institute of Architects (AIA) è l'associazione degli architetti degli Stati Uniti. Ha sede a Washington ed offre ausilio all'istruzione, riqualificazione professionale e sensibilizzazione del pubblico per sostenere la professione dell'architetto e migliorare la sua immagine pubblica. L'AIA collabora anche con altri membri delle associazioni di progettazione e costruzione per aiutare a coordinare il settore edile.

## Storia
L'American Institute of Architects venne fondato a New York, nel 1857, da un gruppo di 13 architetti per "promuovere la perfezione scientifica e la pratica dei suoi membri" e per "elevare il prestigio della professione". Del gruppo facevano parte Charles Babcock, Henry W. Cleaveland, Henry Dudley, Leopold Eidlitz, Edward Gardiner, Richard Morris Hunt, Fred A. Petersen, Jacob Wrey Mould, John Welch, Richard M. Upjohn e Joseph C. Wells mentre Richard Upjohn fu il primo presidente. Essi si riunirono il 23 febbraio 1857 e decisero di invitare altri 16 famosi architetti, fra i quali A.J. Davis, Thomas U. Walter e Calvert Vaux. Prima dell'istituzione dell'organizzazione dell'AIA, chiunque negli Stati Uniti poteva dichiararsi architetto, anche se non aveva frequentato alcuna scuola di architettura.
Redassero uno statuto e l'associazione nacque il 10 marzo 1857, sotto il nome di New York Society of Architects. Thomas U. Walter, di Filadelfia suggerì in seguito di cambiare il nome in American Institute of Architects. I membri firmarono il nuovo statuto il 15 aprile 1857, avendo presentato un certificato di incorporazione due giorni prima. Lo statuto venne emendato l'anno seguente aggiungendo "per promuovere la professione artistica, scientifica e pratica dei suoi membri, per facilitare il loro rapporto di collaborazione ed elevare il prestigio della professione e per unire gli sforzi di coloro che sono impegnati nella pratica dell'architettura per il progresso generale dell'arte ". Gli architetti di altre città chiesero di poter entrare nell'associazione negli anni 1860 e negli anni 1880 vennero aperte delle sedi locali ad Albany, Baltimora, Boston, Chicago, Cincinnati, Indianapolis, Filadelfia, Rhode Island, San Francisco, St. Louis e Washington. Nel 2008 l'AIA ha più di 300 sedi locali sparse per tutti gli Stati Uniti.
La sede dell'associazione si trova nell'American Center for Architecture al 1735 di New York Avenue, a Washington; a metà degli anni 1960 venne indetto un concorso per la progettazione della nuova sede dell'associazione a Washington. Lo studio Mitchell-Giurgola si aggiudicò il primo premio ma il progetto non venne approvato dalla United States Commission of Fine Arts. Lo studio si dimise dalla Commissione e contribuì a selezionare The Architects Collaborative (TAC) per riprogettare l'edificio. Il progetto, portato avanti dai presidi, Norman Fletcher e Howard Elkus, venne approvato nel 1970 e completato nel 1973. In occasione del 150º anniversario dell'organizzazione, l'edificio venne rinominato, nel 2007, American Center for Architecture ed è ora anche sede dell'American Institute of Architecture Students, l'associazione delle Collegiate Schools of Architecture and the National Architectural Accrediting Board.
I membri sono più di 83.500.
Più o meno annualmente insignisce un architetto del prestigiosa riconoscimento Medaglia d'oro AIA.

## Pubblicazioni
Fino al 2006, anno di cessazione dell'attività, la pubblicazione ufficiale dell'American Institute of Architects era la rivista Architecture, che era stata preceduta dal Journal of the American Institute of Architects.